# Daniel Körber
Daniel Körber (* 8. November 1974 in Darmstadt, Hessen) ist ein deutscher Eishockeyspieler, der in der DEL für die Adler Mannheim, die Revier Löwen Oberhausen, die Kassel Huskies und die Moskitos Essen spielte.

## Spielerkarriere
Der 1,87 m große Stürmer begann seine Karriere in den Jugendmannschaften des Mannheimer ERC, für den er in der Saison 1991/92 seine ersten Bundesligaeinsätze absolvierte.
Auch nach Gründung der DEL 1994 stand der Linksschütze für die Mannheimer auf dem Eis, mit den Adlern, dem ausgegliederte Profiteam des MERC in der neuen höchsten deutschen Spielklasse, gewann Körber schließlich 1997 sogar die Deutsche Meisterschaft. Zur Saison 1997/98 unterschrieb der Angreifer einen Vertrag beim ERC Revier Löwen aus Oberhausen, für die er zwei Jahre lang spielte und dann zu den Kassel Huskies wechselte. Nach einem einjährigen Gastspiel in der nordamerikanischen Minor League WPHL bei den Alexandria Warthogs kehrte Körber nach Deutschland zurück, wo er erneut zwei Spielzeiten in der DEL, diesmal beim ESC Moskitos Essen, verbrachte. 2002 wechselte Daniel Körber in die 2. Bundesliga zu den Grizzly Adams Wolfsburg, weitere Zweitligastationen waren der EV Regensburg und schließlich die Dresdner Eislöwen, bei denen er seine Karriere nach der Spielzeit 2005/06 beendete.
In der Saison 2010/2011 kehrte er als Spieler aufs Eis zurück und spielte für die Löwen Frankfurt in der Regionalliga NRW.

## Erfolge und Auszeichnungen
- 1997 Deutscher Meister mit den Adler Mannheim

## Karrierestatistik
(Legende zur Spielerstatistik: Sp oder GP = absolvierte Spiele; T oder G = erzielte Tore; V oder A = erzielte Assists; Pkt oder Pts = erzielte Scorerpunkte; SM oder PIM = erhaltene Strafminuten; +/− = Plus/Minus-Bilanz; PP = erzielte Überzahltore; SH = erzielte Unterzahltore; GW = erzielte Siegtore; 1 Play-downs/Relegation; Kursiv: Statistik nicht vollständig)